# Saint-Paul-le-Gaultier
Saint-Paul-le-Gaultier è un comune francese di 298 abitanti situato nel dipartimento della Sarthe nella regione dei Paesi della Loira.

## Società

### Evoluzione demografica
Abitanti censiti